# Svend (drengenavn)
 For alternative betydninger, se Svend. (Se også artikler, som begynder med Svend)
Svend er et drengenavn, der via olddansk "Swæn" stammer fra oldnordisk "Sveinn", hvis betydning er "fri mand i en andens tjeneste". Navnet forekommer på dansk også i varianterne Sven, Svenning, Svenn, Svenne, Svein og Sveinn, og ifølge Danmarks Statistik bærer over 27.500 danskere et af disse navne. Deraf hedder 24.000 Svend.
På dansk kan ordet også bruges som betegnelse for en mand, samt som stillingsbetegnelse. Sammen med Karl og Bonde hører Svend til blandt de mest almindelige gammeldanske personnavne, og har givet ophav til stednavnet Svenstrup, som der findes henved 30 af, fordelt over hele landet. Svend optræder som kongenavn, da en ny æt kommer på tronen i Danmark på 900-tallet. Ifølge Adam af Bremen hed også Gorm den gamles bedstefar Suein, og var indvandret fra Normandiet. Brugen af det typiske bondenavn i kongehuset tyder på, at knytlingerne ikke hørte til de gamle kongeslægter, men har slået sig op under vikingetogterne. 

## Kendte personer med navnet

### Kongelige
- Svend Tveskæg, Svend Estridsen, Svend Grathe, danske konger.
- Svend Jarl, Svend Knutsson, norske konger.

### Øvrige
- Sven Tito Achen, dansk forfatter og heraldiker.
- Sven Aggesen, middelalderlig dansk adelsmand og historiker
- Svend Asmussen, dansk jazzviolinist.
- Svend Auken, dansk politiker og minister.
- Svend Bergstein, dansk major, politiker og minister.
- Svend Bille, dansk skuespiller.
- Svenning Dalgaard, dansk journalist.
- Svend Danelund, dansk maler
- Sven Delblanc, svensk forfatter.
- Svend Engelund, dansk maler
- Svend Aage Nielsen, forfatter, fhv. sognepræst, formand for Kennedy Selskabet
- Sven-Göran Eriksson, svensk fodboldtræner.
- Sven Gaul, dansk trommeslager i TV-2.
- Svend Grundtvig, dansk folkemindesamler og sprogvidenskabsmand.
- Sven Grønløkke, dansk filminstruktør.
- Sven Gyldmark, dansk komponist.
- Svend Poulsen Gønge ("gøngehøvdingen"), dansk guerillaleder.
- Svend Haugaard, dansk agronom og folketingspolitiker.
- Sven Havsteen-Mikkelsen, dansk billedkunstner.
- Sven Hedin, svensk opdagelsesrejsende.
- Svenne Hedlund, svensk popsanger.
- Svend Heiselberg, dansk fisker og folketingspolitiker.
- Sven Holm, dansk forfatter.
- Svend Erik Hovmand, dansk journalist, folketingsmedlem og minister.
- Svend Jakobsen, dansk politiker og minister.
- Svend Aage Jensby, dansk politimester, folketingspolitiker og minister.
- Svend Unmack Larsen, dansk borgmester i Århus og minister.
- Svend Lindhart, dansk billedehugger.
- Svend Åge Madsen, dansk forfatter.
- Sven Methling (jun.), dansk filminstruktør.
- Svend Methling (sen.), dansk skuespiller og instruktør.
- Sven Nordqvist, svensk børnebogsforfatter og tegner.
- Sven Nykvist, svensk filmfotograf.
- Svend Olufsen, dansk grundlægger (Bang & Olufsen).
- Svend Paludan-Müller, dansk officer og modstandsmand.
- Svend Pri, dansk badmintonspiller.
- Svenning Krag Nielsen Rytter, dansk jurist, parlamentariker og minister.
- Svenn Skipper, dansk pianist.
- Sven Skovmand, dansk journalist, forfatter og politiker.
- Sven-Bertil Taube, svensk sanger og skuespiller.

## Navnet anvendt i fiktion
- Svend, Knud og Valdemar er et skuespil af Peter Fristrup fra 1887.

## Fodnoter
1. ↑  Kristian Hald: Personnavne i Danmark – oldtiden (s. 62-63), Dansk historisk Fællesforenings håndbøger, København 1974